# 久保山智夏
久保山 智夏（くぼやま ちか、1987年8月10日 - ）は、日本の女優。福岡県出身。

## 来歴・人物
趣味は料理、芸術鑑賞、ものづくり、酒、日本舞踊。特技は着付け、裁縫、スポーツ全般、博多弁。
- 2014年11月 所属事務所AZULでの活動を終了しフリーランスで活動することを発表。[1]
- 2015年10月 「オフィスin . harmony」に所属。[2]

2018年現在、フリーランスにて活動中。

## 出演

### 舞台
- Past Time With GooD Company作品
  - 大きな青の音（2013年） - 有田川 役
- elePHANTMoon作品
  - 爛れ、至る。（2015年）

### テレビドラマ
- ミッドナイト・ホラー・シアター 惨劇の村（フジCS、2011年） - 希 役
- トクボウ 警察庁特殊防犯課 第11話（日本テレビ系列、2014年）
- 世にも奇妙な物語 ファナモ 編（フジテレビ系列、2014年） - クリニックの受付嬢 役
- 降り積もれ孤独な死よ 第7話（2024年8月18日、読売テレビ・日本テレビ系） - スーパーの店長 役[3]

### 映画
- 超・悪人（白石晃士監督作品、2011年）- 悪人に罵倒されるメイド 役
- 喫茶対岸の火事（鈴木卓爾監督作品、2012年） - 喫茶店店員 役
- 招かれた男（森岡龍監督作品、2012年）- ギャラリー店員 役
- はじまりに花束を（松浦健志監督、2013年）- 杏奈 役
- 人類資金（阪本順治監督、2013年）- 募金をしている学生 役
- 戦慄怪奇ファイル コワすぎ!史上最恐の劇場版（白石晃士監督作品、2014年）- アシスタント 市川実穂 役
- アンチテーゼの涙 (松浦健志監督作品、2014年) - 榎本真琴 役
- ギヤマンの刀（北宗羽介監督、2015年）- 塚本はる 役
- ボクソール★ライドショー 恐怖の廃校脱出!（白石晃士監督作品、2016年）- 巨大女 役
- 戦慄怪奇ワールド コワすぎ!（白石晃士監督作品、2023年9月8日） - ディレクター 市川実穂 役

### オリジナルビデオ
- 戦慄怪奇ファイル コワすぎ!FILE-01【口裂け女捕獲作戦】（2012年） - アシスタント 市川実穂 役
- 戦慄怪奇ファイル コワすぎ!FILE-02【震える幽霊】（2012年） - アシスタント 市川実穂 役
- 戦慄怪奇ファイル コワすぎ!FILE-03【人喰い河童伝説】（2013年） - アシスタント 市川実穂 役
- 戦慄怪奇ファイル コワすぎ!FILE-04【真相!トイレの花子さん】（2013年） - アシスタント 市川実穂 役
- 戦慄怪奇ファイル コワすぎ!劇場版・序章【真説・四谷怪談 お岩の呪い】（2014年） - アシスタント 市川実穂 役
- 戦慄怪奇ファイル コワすぎ!最終章（2015年） - アシスタント 市川実穂 役
- 戦慄怪奇ファイル 超コワすぎ!FILE-01【恐怖降臨!コックリさん】（2015年） - アシスタント 市川実穂 役
- 戦慄怪奇ファイル 超コワすぎ!FILE-02【暗黒奇譚!蛇女の怪】（2015年） - アシスタント 市川実穂 役

### 自主制作
- To the Other Side - アシスタント 市川実穂 役
- Her Brother - アシスタント 市川実穂 役
- Please - アシスタント 市川実穂 役

### CM
- イオン 『植樹1000 万本編』（2013年） - 若夫婦の妻 役
- 花王 - 花王ケープ『フリーアレンジ』（2010年）

### PV
- 布袋寅泰 『PROMISE』（2011年）
- Dearz 『約束の場所〜Stay Love〜』（2013年）
- 絡繰ATOM 『桜華〜Sakurabana〜』（2016年）